# Мутидзе, Джемал Хасанович
Джемал Хасанович Мутидзе (1927 год, село Кирнати, АССР Аджаристан, ССР Грузия — 1982 год, село Марадиди, Батумский район, Аджарская АССР, Грузинская ССР) — звеньевой колхоза имени Будённого Батумского района, Аджарская АССР, Грузинская ССР. Герой Социалистического Труда (1949).

## Биография
Родился в 1927 году в крестьянской семье в селе Кирнати Батумского района. После окончания местной школы с середины 1940-х годов трудился рядовым колхозником в полеводческой бригаде. В последующие годы был назначен звеньевым комсомольско-молодёжного табаководческого звена.
В 1948 году звено под его руководством собрало в среднем с каждого гектара по 18,7 центнера табака сорта «Самсун» на участке площадью 3 гектара. Указом Президиума Верховного Совета СССР от 5 августа 1949 года удостоен звания Героя Социалистического Труда за «получение высоких урожаев кукурузы и табака в 1948 году» с вручением ордена Ленина и золотой медали «Серп и Молот» (№ 4228).
В последующие годы возглавлял животноводческую ферму в родном колхозе.
После выхода на пенсию проживал в селе Марадиди Батумского района. Скончался в 1982 году.